# 초구면 좌표계
수학에서 초구면 좌표계(Hyperspherical Coordinates)란 구면좌표계의 임의 차원 유클리드 공간에 대한 일반화이다. 3차원보다 높은 차원의 문제에서는 가능한 좌표계의 수가 지나치게 많고 다루기도 복잡하여 보통 직교 좌표계를 사용한다. 그러나 일반적으로 초구면 좌표계는 정의하기가 다른 고차원 좌표계들에 비해 상대적으로 쉬우며, 원점에 어느 정도의 대칭성을 가진 문제들은 직교 좌표계로 다루기가 오히려 복잡할 수 있으므로 이 좌표계는 직교 좌표계 다음으로 종종 사용된다. 특히 초구체와 같은 특수한 경우들을 다룰 때에는 아주 유용하다.

## 정의
구면 좌표계에서는 원점으로부터의 거리 {\displaystyle r}, z축으로부터의 각 {\displaystyle \theta }, x축으로부터의 각{\displaystyle \phi }를 정의하여 {\displaystyle (r,\theta ,\phi )} 와 같이 세 개의 성분으로 위치를 정했다. 이와 유사하게, n-차원 초구면 좌표계에서는 원래의 직교 성분 {\displaystyle (x,y,z)}에 추가된 직교 성분 {\displaystyle (x_{1},x_{2},...,x_{n-3})}으로부터의 각 {\displaystyle (\theta _{2},\theta _{3},...,\theta _{n-2})}을 좌표계에 추가하여 {\displaystyle (r,\phi ,\theta _{1},\theta _{2},\theta _{3},...,\theta _{n-2})}의 n개의 성분으로 위치를 지정한다. 이때 각의 범위는 원래의 좌표계에서 방위각(Azimuth)과 고도(Polar Angle)가 각각 {\displaystyle 0} ~ {\displaystyle 2\pi }, {\displaystyle 0} ~ {\displaystyle \pi }였던 것에 추가하여, 나머지 n-3개의 각 성분은 마찬가지로 고도와 유사하게 {\displaystyle 0} ~ {\displaystyle \pi }까지의 범위를 갖는다. 아무리 차원을 증가시키더라도 방위각 성분은 일정하게 단 하나만 존재한다.

## 직교좌표와의 좌표 변환
여기에서는 간단한 예를 들기 위해서 4차원의 경우를 먼저 다루고, 다음으로 임의 차원을 다룬다.

### 4차원
가장 간단한 경우인 4차원 초구면 좌표계에서 좌표 변환식은 다음과 같다.(여기에서 4번째 직교 성분을 {\displaystyle w}라 쓴다)
- 직교좌표계에서 초구면좌표계로 변환시:

{\displaystyle {\begin{aligned}r&={\sqrt {x^{2}+y^{2}+z^{2}+w^{2}}}\\\phi &=\arctan {\frac {y}{x}}\\\theta _{1}&=\arctan {\frac {\sqrt {x^{2}+y^{2}}}{z}}\\\theta _{2}&=\arctan {\frac {\sqrt {x^{2}+y^{2}+z^{2}}}{w}}\end{aligned}}}
이와 같은 직교좌표계 변환식은 방위각 성분과 고도 성분들의 중요한 차이를 나타낸다. 방위각 성분은 {\displaystyle (x,y)}가 {\displaystyle (a_{0},b_{0})}와 {\displaystyle (-a_{0},-b_{0})}일 때 동일한 값을 두 번 가질 수 있기 때문이다.
- 초구면좌표계에서 직교좌표계로 변환시:

{\displaystyle {\begin{aligned}x&=r\cos \phi \sin \theta _{1}\sin \theta _{2}\\y&=r\sin \phi \sin \theta _{1}\sin \theta _{2}\\z&=r\cos \theta _{1}\sin \theta _{2}\\w&=r\cos \theta _{2}\end{aligned}}}

### n차원
임의 차원에서 좌표 변환식은 다음과 같다.
- 직교좌표계에서 초구면좌표계로 변환시:

{\displaystyle r={\sqrt {x^{2}+y^{2}+z^{2}+x_{1}^{2}+...+x_{n-3}^{2}}}}
{\displaystyle \phi =\arctan {\frac {y}{x}}}
{\displaystyle \theta _{1}=\arctan {\frac {\sqrt {x^{2}+y^{2}}}{z}}}
{\displaystyle \theta _{2}=\arctan {\frac {\sqrt {x^{2}+y^{2}+z^{2}}}{x_{1}}}}
{\displaystyle \theta _{3}=\arctan {\frac {\sqrt {x^{2}+y^{2}+z^{2}+x_{1}^{2}}}{x_{2}}}}
...
{\displaystyle \theta _{n-2}=\arctan {\frac {\sqrt {x^{2}+y^{2}+...+x_{n-4}^{2}}}{x_{n-3}}}}
- 초구면좌표계에서 직교좌표계로 변환시:

{\displaystyle x_{n-3}=r\cos \theta _{n-2}}
{\displaystyle x_{n-4}=r\cos \theta _{n-3}\sin \theta _{n-2}}
{\displaystyle x_{n-5}=r\cos \theta _{n-4}\sin \theta _{n-3}\sin \theta _{n-2}}
...
{\displaystyle z=r\cos \theta _{1}\sin \theta _{2}...\sin \theta _{n-2}}
{\displaystyle y=r\sin \phi \sin \theta _{1}\sin \theta _{2}...\sin \theta _{n-2}}
{\displaystyle x=r\cos \phi \sin \theta _{1}\sin \theta _{2}...\sin \theta _{n-2}}

## 좌표 변환 표현의 증명
4차원의 경우에 먼저 증명하고 나서, 같은 논리를 수학적 귀납법에 따라 동일하게 적용할 수 있다. 그러므로 4차원만 증명하면 된다.
일반적으로 4차원 초구면 좌표 변환은,
{\displaystyle {\begin{aligned}x&=r\cos \phi \sin \theta _{1}f_{1}(\theta _{2})\\y&=r\sin \phi \sin \theta _{1}f_{2}(\theta _{2})\\z&=r\cos \theta _{1}f_{3}(\theta _{2})\\w&=rf_{4}(\theta _{2})\end{aligned}}}
와 같이 쓸 수 있다. 모든 변수들은 서로 독립이며, 4차원 유클리드 공간에서 3-평입체의 방정식 {\displaystyle w=0} 은 3차원 구면 좌표계와 동일하게 매개변수화되어야 하기 때문이다. 그런데, 유클리드 노름의 정의에 의해서,
{\displaystyle r^{2}=x^{2}+y^{2}+z^{2}+w^{2}=r^{2}[f_{4}^{2}+\cos ^{2}\theta _{1}f_{3}^{2}+\sin ^{2}\phi \sin ^{2}\theta _{1}f_{2}^{2}+\cos ^{2}\phi \sin ^{2}\theta _{1}f_{1}^{2}]}
처럼 쓸 수 있고, {\displaystyle r^{2}}를 소거하고 삼각함수 항등식에 의해 식을 묶으면,
{\displaystyle 1=[f_{4}^{2}+f_{3}^{2}]+\sin ^{2}\theta _{1}[f_{2}^{2}-f_{3}^{2}]+\sin ^{2}\theta _{1}\cos ^{2}\phi ^{2}[f_{1}^{2}-f_{2}^{2}]}
이 된다. 이 식은 각 변수들에 대해 독립적인 항등식이다.
여기서 우선 {\displaystyle [f_{4}^{2}+f_{3}^{2}]=1} 식에서 매개변수를 취해 {\displaystyle f_{4}=\cos \theta _{2};f_{3}=\sin \theta _{2}}로 둔다. 그러면 항등식의 나머지 부분에서,
{\displaystyle \sin ^{2}\theta _{2}=f_{3}^{2}=f_{2}^{2}=f_{1}^{2}}
를 얻는다. 이제 처음의 조건, 즉 {\displaystyle w=0}은 3차원 구면 좌표계와 동일하게 매개변수화되어야 한다는 조건을 다시 적용하면,
{\displaystyle \sin \theta _{2}=f_{2}=f_{1}}
와 같은 식을 얻는다. 이제까지의 결과를 이용해 다시 직교좌표에서 초구면좌표로의 변환식을 구성해 보면, {\displaystyle \theta _{2}}의 범위에 관한 사항을 얻을 수 있다.

## 몇 가지 성질들
이 경우 논의의 지나친 복잡성을 피하기 위해 4차원에서만 논의한다. 이하의 논의는 상응하는 계산을 통해 마찬가지 방식으로 n차원으로 일반화할 수 있다.

### 4차원
위의 좌표변환식과 3차원에서의 정의와 동일한 형태의 정의를 이용해 길이 요소를 구해 보면,
{\displaystyle {\sqrt {dr^{2}+r^{2}\sin \theta _{1}^{2}\sin \theta _{2}^{2}d\phi ^{2}+r^{2}\sin \theta _{2}^{2}d\theta _{1}^{2}+r^{2}d\theta _{2}^{2}}}}
와 같이 된다. 즉,  기울기 연산자는,
{\displaystyle \nabla ={\boldsymbol {\hat {r}}}{\frac {\partial }{\partial r}}+{\boldsymbol {{\hat {\theta }}_{2}}}{\frac {1}{r}}{\frac {\partial }{\partial \theta _{2}}}+{\boldsymbol {{\hat {\theta }}_{1}}}{\frac {1}{r\sin \theta _{2}}}{\frac {\partial }{\partial \theta _{1}}}+{\boldsymbol {\hat {\phi }}}{\frac {1}{r\sin \theta _{2}\sin \theta _{1}}}{\frac {\partial }{\partial \phi }}}
처럼 된다. (발산 연산자와 라플라시안 연산자 또한 이 기울기 연산자와 교과서적인 일반 좌표계에서의 유도 방법을 통해 얻을 수 있다)
위의 식에서, {\displaystyle h_{q_{i}}}들을 명시적으로 알 수 있으므로, 이제 4-부피 요소를 적어 보면
{\displaystyle r^{3}\sin {\theta _{1}}\sin ^{2}{\theta _{2}}drd\phi d\theta _{1}d\theta _{2}}
와 같이 된다. 따라서 반지름 {\displaystyle R}인 초구체 상에서의 3-부피 요소는
{\displaystyle R^{3}\sin {\theta _{1}}\sin ^{2}{\theta _{2}}d\phi d\theta _{1}d\theta _{2}}
이 되며, 4차원 미소 초구면각은
{\displaystyle \sin {\theta _{1}}\sin ^{2}{\theta _{2}}d\phi d\theta _{1}d\theta _{2}}
이 된다.

## 같이 보기
- 초구체
- 초구면각
- 구면좌표계
- 극좌표계
- 구면 조화 함수